# 無我 (プロレス)
無我（むが）は、藤波辰爾が主催していたプロレス興行。コンセプトは「1800年代の伝統あるプロレスを蘇らせる」。同一コンセプトながら、後述のように数期にわたって使用例がある。

## 無我

### 概要
新日本プロレスの藤波辰爾がクラシカルなプロレスへの原点回帰を提唱して設立。

### 主要参戦選手
- 藤波辰爾
- 西村修

### 所属選手
- 倉島信行
- 正田和彦
- 竹村豪氏

### 来日外国人選手
- アル・スノー
- ジョー・マレンコ
- スティーブ・カーン
- タリー・ブランチャード
- チャボ・ゲレロ
- トニー・セント・クレアー
- ドリー・ファンク・ジュニア
- ブライアン・ブレアー
- ボブ・バックランド

### 大会一覧
| 大会名                                 | 日付           | 会場                      | 開催地       |
| -------------------------------------- | -------------- | ------------------------- | ------------ |
| 無我旗揚げ戦 時間よ止まれ              | 1995年10月29日 | ATCホール                 | 大阪府大阪市 |
| 無我フォーエバー                       | 1995年12月13日 | 博多スターレーン          | 福岡県福岡市 |
| DRAGON ZONE                            | 1996年10月5日  | 大宮スケートセンター      | 埼玉県大宮市 |
| DRAGON ZONE                            | 1996年10月7日  | EBiS303                   | 東京都渋谷区 |
| キャッチ・アズ・キャッチ・キャン       | 1996年12月15日 | EBiS303                   | 東京都渋谷区 |
| 温故知新                               | 1997年3月30日  | ATCホール                 | 大阪府大阪市 |
| ランカンシャーレスリング・トーナメント | 1997年7月22日  | 博多スターレーン          | 福岡県福岡市 |
| ランカンシャーレスリング・トーナメント | 1997年7月23日  | ビーコンプラザ            | 大分県別府市 |
| 龍魂伝承                               | 1998年3月3日   | EBiS303                   | 東京都渋谷区 |
| 原点龍帰                               | 1998年5月15日  | 大阪府立体育会館第2競技場 | 大阪府大阪市 |
| DREAM-1                                | 1998年12月8日  | EBiS303                   | 東京都渋谷区 |
| 無我                                   | 2001年10月7日  | 後楽園ホール              | 東京都文京区 |
| 無我 2002 in TOKYO                     | 2002年10月6日  | 後楽園ホール              | 東京都文京区 |
| 無我 2002 in OSAKA                     | 2002年10月9日  | 大阪府立体育会館第2競技場 | 大阪府大阪市 |
| 無我                                   | 2005年1月29日  | 札幌テイセンホール        | 北海道札幌市 |

## 花鳥風月無我伝承
花鳥風月無我伝承（かちょうふうげつむがでんしょう）は、「無我」の商標権を持つ西村修のプロデュースによるプロレス興行。

### 歴史
2016年3月13日、シアタープロレス花鳥風月のブランドとして東京タワースタジオで旗揚げ戦を開催。

### 所属選手
- 西村修
- 矢郷良明（矢郷道場兼任所属）

## その他
1996年10月10日、ザ・グレート・サスケがみちのくプロレス両国国技館大会「竹脇（たけわき）」を開催。これは竹脇無我に由来する興行名である。興行の開催にあたってサスケは藤波辰爾に断りを入れたが藤波は「別にいいけれど…どうして?竹脇ってサスケくんの本名なの?」とまるで、その意図を理解していなかったという。